# Карсонвилл (тауншип, Миннесота)
Карсонвилл (англ. Carsonville) — тауншип в округе Бекер, Миннесота, США. На 2000 год его население составило 252 человека.

## География
По данным Бюро переписи населения США площадь тауншипа составляет 92,7 км², из которых 90,8 км² занимает суша, а 1,9 км² — вода (2,04 %).

## Демография
По данным переписи населения 2000 года здесь находились 252 человека, 99 домохозяйств и 69 семей.  Плотность населения —  2,8 чел./км².  На территории тауншипа расположено 120 построек со средней плотностью 1,3 построек на один квадратный километр. Расовый состав населения: 83,33 % белых, 14,68 % коренных американцев и 1,98 % приходится на две или более других рас. Испанцы или латиноамериканцы любой расы составляли 1,19 % от популяции тауншипа.
Из 99 домохозяйств в 34,3 % воспитывались дети до 18 лет, в 56,6 % проживали супружеские пары, в 11,1 % проживали незамужние женщины и в 29,3 % домохозяйств проживали несемейные люди. 26,3 % домохозяйств состояли из одного человека, при том 11,1 % из — одиноких пожилых людей старше 65 лет. Средний размер домохозяйства — 2,55, а семьи — 3,04 человека.
29,0 % населения — младше 18 лет, 4,0 % — в возрасте от 18 до 24 лет, 27,8 % — от 25 до 44, 24,6 % — от 45 до 64, и 14,7 % — старше 65 лет. Средний возраст — 39 лет. На каждые 100 женщин приходилось 101,6 мужчин.  На каждые 100 женщин старше 18 приходилось 108,1 мужчин.
Средний годовой доход домохозяйства составлял 35 000 долларов, а средний годовой доход семьи —  37 000 долларов. Средний доход мужчин —  27 188  долларов, в то время как у женщин — 20 208. Доход на душу населения составил 15 768 долларов. За чертой бедности находились 9,1 % семей и 10,7 % всего населения тауншипа, из которых 10,0 % младше 18 и 3,8 % старше 65 лет.